# Раймер, Георг
Георг Андреас Ра́ймер (нем. Georg Andreas Reimer; 27 августа 1776, Грайфсвальд — 26 апреля 1842, Берлин) — германский издатель и книготорговец.
Родился в семье купца. С 1790 года работал у торговца книгами и нотами Августа Ланге; с 1795 года, после смерти Ланге, возглавил его фирму, находившуюся в Берлине. В 1800 году арендовал и возглавил книжный магазин при Королевской реальной школе в Берлине; в том же году женился и в браке имел 16 детей. Был известен своей патриотической позицией по отношению к Пруссии, в 1809 году вступил в так называемое беззаконное общество, а во время оккупации страны французскими войсками в ходе Наполеоновских войн укрывал в своём доме солдат и оппозиционных деятелей; в 1813—1814 годах сражался на фронте. С 1814 года собирал картины голландских мастеров. В 1816 году основал в Берлине литературный салон. В 1822 году выкупил арендовавшийся им книжный магазин в собственность и основал при нём издательство, став в скором времени одним из самых крупных и богатых германских издателей, при этом выкупил также множество других книжных фирм в разных германских государствах, в том числе старинный магазин Weidmannsche Buchhandlung в Лейпциге. Погребён на кладбище Троицы в Берлине.
Издавал учебную литературу по различным наукам, существенно расширив прежний ассортимент магазина при Королевской школе, а также был известен как издатель произведений многих писателей — представителей немецкого романтизма и различных учёных, придерживавшихся идей либерализма и национализма: Гофмана, братьев Гримм, Гумбольдта, Жан Поля, Теодора Моммзена, Карла Лахмана, Эрнста Геккеля, Георга Нибура, Фридриха Шлейермахера, Эмиля Дюбуа-Реймона и так далее.